# Индийский водорез
Индийский водорез (лат. Rynchops albicollis) — вид птиц из семейства чайковых, один из трёх в роде водорезов

## Описание

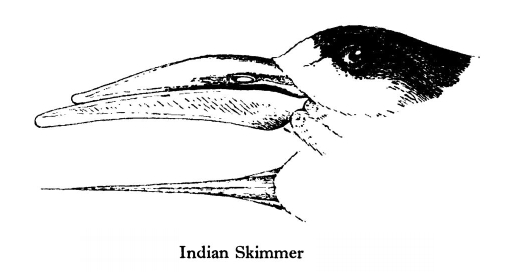
Узкий, похожий на нож клюв снижает сопротивление воды

Оранжевый клюв контрастирует с белым телом птицы. Верх головы у неё чёрный. Длина тела 40—43 см, размах крыльев 108 см. Чёрный водорез крупнее индийского, африканский же мельче его.
Птицы добывают себе пищу, летая низко над водой, с клювом, погруженным в нее своей нижней части и «режущим» воду (отсюда и название водорезов).

## Распространение
В настоящее время встречается в Пакистане, Индии (в том числе в Кашмире), Бангладеш и Мьянме. Фиксируются и залёты в соседние страны. Ранее встречался на более обширной территории и регистрировался время от времени даже в Китае.

## Сохранение

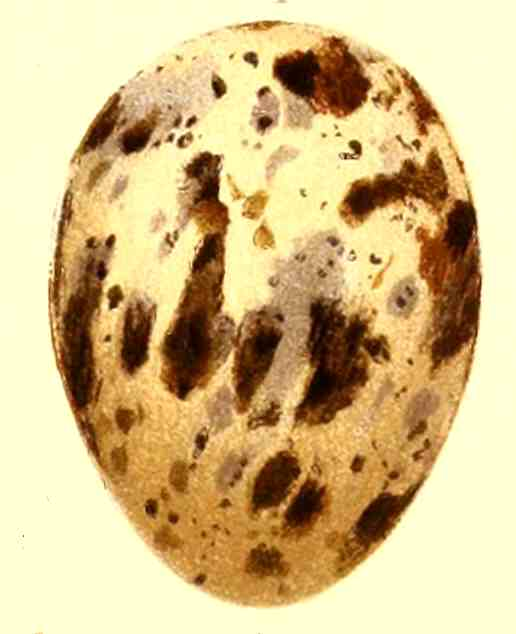
Окрас яйца

Считается, что популяция сегодня в основном сосредоточена в Индии и Пакистане и насчитывает 3700—4400 особей. Ранее водорезы были широко распространены на территории и водились на побережье рек Индийского субконтинента.